# 하이마 오토모빌
하이마 오토모빌(영어: Haima Automobile)은 중국 하이난성 하이커우시에 본사를 둔 자동차 제조업체이다.
중국 시장에서 판매할 마쓰다의 차종을 생산하기 위해 1992년 하이난 지방 정부와 마쓰다 간의 합작 투자로 설립되었으며 2006년에 디이 자동차는 벤처의 한 지분을 인수했지만 많은 모델에는 여전히 마쓰다의 기술이 적용되어 있다.
2012년 현재 하이마 오토모빌의 연간 생산 능력은 약 400,000대이다. 2013년 중국에서 총 157,242대의 차량이 판매되어 그 해 중국에서 28번째로 가장 많이 판매된 자동차 브랜드가 되었다.
2021년 7월 디이 자동차는 FAW 하이마 주식의 49%를 Hainan Development Holdings Co., Ltd.(Hainan Holdings)에 무료로 양도하였다. 하이마 오토모빌은 FAW 하이마의 지분 51%를 보유하고 있으며 하이만 홀딩스는 49%의 지분을 보유하고 있다.

## 생산 대수
| 연도   | 총 생산 대주 |
| ------ | ------------ |
| 2009년 | 118,000대    |
| 2010년 | 200,000대    |
| 2011년 | 230,000대    |